# Kraftwerk Pulling
Das Kraftwerk Pulling ist ein Laufwasserkraftwerk am Fluss Schwarzer Regen.
Die Talsperre in Pulling und das Kraftwerk wurden von 1962 bis 1964 errichtet. Im Oktober 1964 ging das Kraftwerk in Betrieb. Der Stauraum erstreckt sich auf 3 Kilometern Länge und bildet den Blaibacher See mit einem Stauziel von 387,6 m . Die Stauanlage hat eine Länge von 150 Meter und eine Höhe von siebeneinhalb Metern. Kraftwerk, Stauanlage und der Stauraum befinden sich auf dem Gebiet der Gemeinde Blaibach im Ortsteil Pulling. Die von zwei Generatoren bereitgestellte elektrische Leistung beträgt 1,3 MW. Eigentümer des Kraftwerks ist die Kraftwerk am Höllenstein AG, von der es auch betrieben wird. Die pro Jahr durchschnittlich produzierte Energie liegt bei 6 Millionen Kilowattstunden.
Der Netzanschluss erfolgt in das Stromnetz des Verteilnetzbetreibers E.ON Bayern.